# Движение за автономию и независимость Канарского архипелага
Движение за автономию и независимость Канарского архипелага (исп. Movimiento por la Autodeterminación e Independencia del Archipiélago Canario (сокращённо МПАИАК) — бывшая канарская националистическая организация левого толка, которая имела радиостанцию в Алжире, прибегала к насилию в попытках заставить испанское правительство создать независимое государство на Канарских островах. Движение было основано Антонио Кубильо в 1964 году. Базирующаяся в Алжире организация была признана в 1968 году Организацией африканского единства, когда Организация африканского единства проголосовала за право Канарских островов на самоопределение, учитывая то, что это часть Африки, а не Испании.
Вооружённая борьба проводилась боевым крылом группы (Вооружённые силы гуанчей), которое в 1976 году разгромило торговый центр в Лас-Пальмас-де-Гран-Канария. В 1978 году Антонио Кубильо стал жертвой покушения на его жизнь в Алжире, которое организовали испанские спецслужбы, в результате которого он стал инвалидом.
В 1975 году власти Алжира предоставили движению канал на радио. Радиопрограмма призывала канарцев «вернуться к своим корням», популяризировала берберский язык. Но усилия были в основном безуспешными, потому что канарцы были против насильственных методов движения, и на пике развития МПАИАК в организации состояло не более 100 членов.
Флаг движения стал очень популярным, однако автономным правительством был принят без звёзд.
МПАИАК прекратило свою деятельность после того, как испанское правительство в 1982 году предоставила автономию Канарским островам. Королевское помилование было предоставлено Антонио Кубильо, и он вернулся в Испанию. Политическое крыло МПАИАК было известно как Канарская рабочая партия. Вплоть до своего распада партия стабильно имела представительства в местных муниципалитетах. Другие радикальные организации, выступающие за независимость Канарских островов, например, Народный фронт Канарских островов, оставались маргинальными.

## Террористические акты
В рамках своей «вооружённой борьбы» МПАИАК взорвало офис компании South African Airways в Лас-Пальмасе 3 января 1977 года. 27 марта 1977 года был взорван цветочный магазин в аэропорту Лас-Пальмаса, пострадало 8 человек. Затем были угрозы взорвать вторую бомбу в аэропорту, что вынудило полицию закрыть аэропорт. События, связанные с закрытием аэропорта, привели к Авиакатастрофе в Лос-Родеосе. В 1979 году МПАИАК сделало официальное заявление об отказе от «вооружённой борьбы».